# Royal Uccle Sport (hockey sur gazon)
Maillots
Dernière mise à jour : 25 septembre 2012.
Uccle Sport (Royal Uccle Sport THC) est un club belge de hockey sur gazon à Uccle près de la chaussée de Stalle. Uccle Sport est connu pour avoir gagné énormément de titres en Belgique et avoir participé à cinq finales de coupe d'Europe des clubs champions (trois chez les hommes et deux chez les femmes).

## Historique
Uccle Sport est né en 1907 par l'établissement de quatre terrains de tennis à l'endroit des courts 3.4.5 et 6 actuels. Les vestiaires se situaient dans une dépendance du café du Merlo, chaussée de Neerstalle à côté de la brasserie du même nom. Un peu plus tard les membres partagèrent un mini chalet avec les supporters du football voisin.
Mais bientôt les tennismen se décidèrent à construire le premier club-house à son emplacement actuel. Pour pallier l'ennui provoqué par l'arrêt des activités l'hiver, on décida de pratiquer le hockey en 1930. Bientôt Uccle Sport THC se sépare du football. Avant la guerre le club dispose de six terrains de tennis et de deux terrains de hockey.
Du haut de la brasserie du Merlo, une girouette, représentant un merle, surveille attentivement les activités sportives des Ucclois, qui en font leur fétiche. A la démolition de la cheminée supportant la girouette le drame est évité et les dirigeants de l'époque font l'acquisition de cette pièce de folklore qui désormais trône près de l'entrée du club-house.
Dès 1949 le club prend une orientation différente par la création de l'allée donnant sur la chaussée de Ruisbroeck.
En 1952 l'Energeia TC, expulsé de ses installations près de l'avenue Brugmann, rejoint Uccle Sport...
En 1955 le chalet subit de nouvelles transformations et en 1958, avec un an de retard, le club fête le 50e anniversaire de la section tennis par un match exhibition opposant deux des fameux mousquetaires français Henri Cochet et Toto Brugnon.
En 1960 le club devient une ASBL et comporte, en 1962, cinq terrains de hockey et dix terrains de tennis puis rapidement douze terrains au début des années 1970.
Le 1er terrain de hockey synthétique est construit sur fonds propres en 1985 et le tennis couvert à la même époque (2 terrains puis deux nouveaux terrains en 2002). Un 2e terrain synthétique de hockey voit le jour en 2004 et le club-house subit à plusieurs reprises de nouvelles transformations.
Sur le plan sportif il faut souligner le rôle essentiel joué dans le développement structurel et sportif du club par Paul De Saedeleer à la fin des années 1950. Il fut à cet égard un visionnaire dans le développement des écoles de jeunes qui permit notamment à la section de hockey de réaliser une percée fulminante dans le hockey national et international et au tennis d'accroître le nombre de membres de manière spectaculaire.
En 1967 le club organise un grand festival international pour les moins de 20 ans au hockey et en 1977 le tennis reçoit l'organisation d'une éliminatoire du tournoi international pour juniors filles dotée de la Coupe Sophie.
En 1981, Uccle Sport se voit confier l'organisation de la Coupe d'Europe de hockey des Clubs Champions Dames et Messieurs: c'est un immense succès.
Le hockey conquiert des succès nationaux et internationaux à la pelle, en messieurs treize titres nationaux entre 1965 et 1987, trois finales de la Coupe d'Europe des clubs champions (1976,1977, 1984) et d'innombrables victoires en coupe de Belgique.
L'équipe conquiert encore deux places de 1/2 finaliste en 2000 et 2006 et deux places de finaliste en 2001 et 2002.
En dames on recense 22 titres nationaux entre 1966 et 1989 (dont 21 consécutifs entre 1966 et 1986) et une série exceptionnelle de 93 victoires consécutives en championnat ; deux joueuses participent à la conquête des 20 premiers titres, Francine Stoupel et Christiane Miserque. L'équipe joue deux fois la finale de la Coupe d'Europe des clubs champions en 1974 et 1979.
L'équipe dames est encore 1/2 finaliste du championnat national en 2000, 2001 et 2010 et finaliste en 2004 et 2009.
Au cours des 40 dernières années, 21 Ucclois ont reçu la récompense nationale du Stick d'Or, de meilleur joueur, joueuse ou espoir de la saison.
Aujourd'hui le hockey compte environ 520 membres et espère perpétuer une tradition ancestrale de formation de qualité.
Le tennis avec son école de jeunes performante cherche un second souffle et il ne fait aucun doute que l'aboutissement du projet Stib-Marconi jouera un rôle capital dans son renouveau ; l'enthousiasme ne manque pas.
Enfin le Royal Uccle Sport THC c'est aussi une activité de bridge avec des équipes qui par le passé furent maintes fois championnes de Belgique et qui aujourd'hui connait un nouvel engouement.

## Couleur et maillot
Lorsque la section de Hockey d’Uccle sport fut créée, un problème apparut : il fallait trouver un maillot qui fût propre au club. Plusieurs projets furent présentés par des personnes comme Teddy Van Beuren. Les couleurs bleu et blanc devaient constituer la base de l’équipement puisque ce sont les couleurs de la commune d’Uccle.
Voulant se différencier de la section football, il fut décidé d’incorporer sur le fond bleu un « U » majuscule Blanc. Toutefois l’arrondi de la partie inférieure du « U » fut jugé inélégant.
Teddy Van Beuren avait prévu cette objection et présenta un « U » stylisé devenu le « V » romain, auquel le club est resté fidèle depuis lors.
Le « V » est synonyme de victoire et de bonne humeur.